# Rebelión de Lozada
La Rebelión de Lozada fue un conflicto armado mexicano encabezado por una fracción rebelde en Nayarit comandada por el general Manuel Lozada,"El Tigre de Alica", mestizo de cora, en armas contra la Ley Lerdo y  antiguo militar imperialista.
El 17 de enero de 1873, Manuel Lozada, quien se había mantenido rebelde desde hacía muchos años en Nayarit, invadió el centro del Estado de Jalisco al frente de unos diez o doce mil hombres.
Para contrarrestar tal acción, el gobierno organizó sus fuerzas en auxilio del general Ramón Corona, que los enfrentó en la Batalla de La Mojonera, punto cercano a Guadalajara, derrotándolos y obligando a Lozada a retirarse de nuevo a Nayarit.
En su persecución fue enviado el general José Cevallos Cepeda, quien sostuvo varios combates, hasta que a mediados de julio, el coronel Rosales tomó prisionero a Lozada, que fue conducido a Tepic para ser juzgado y fusilado el 19 de julio de 1873.

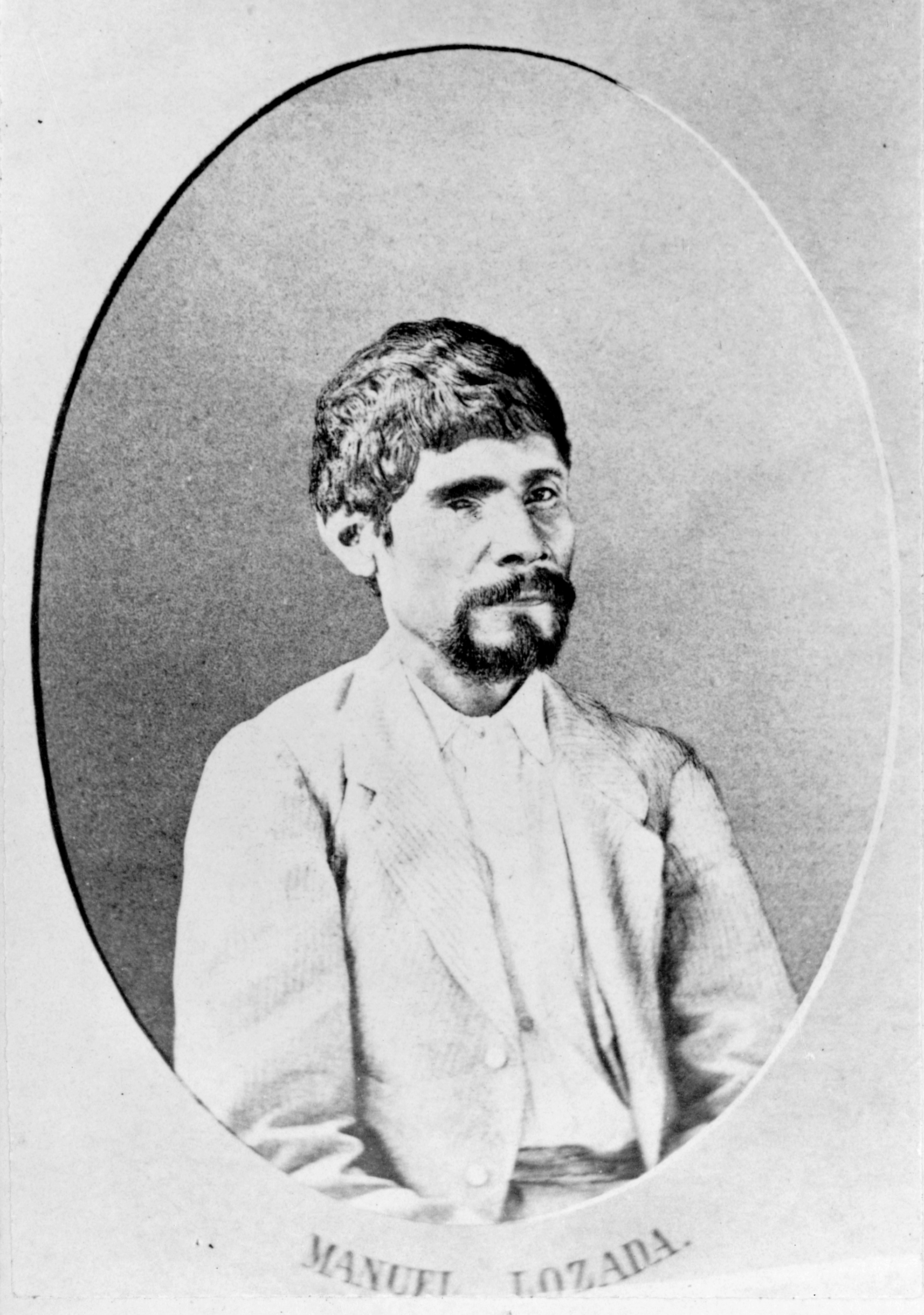
El general Lozada se levantó para exigir la devolución de tierras a los coras.

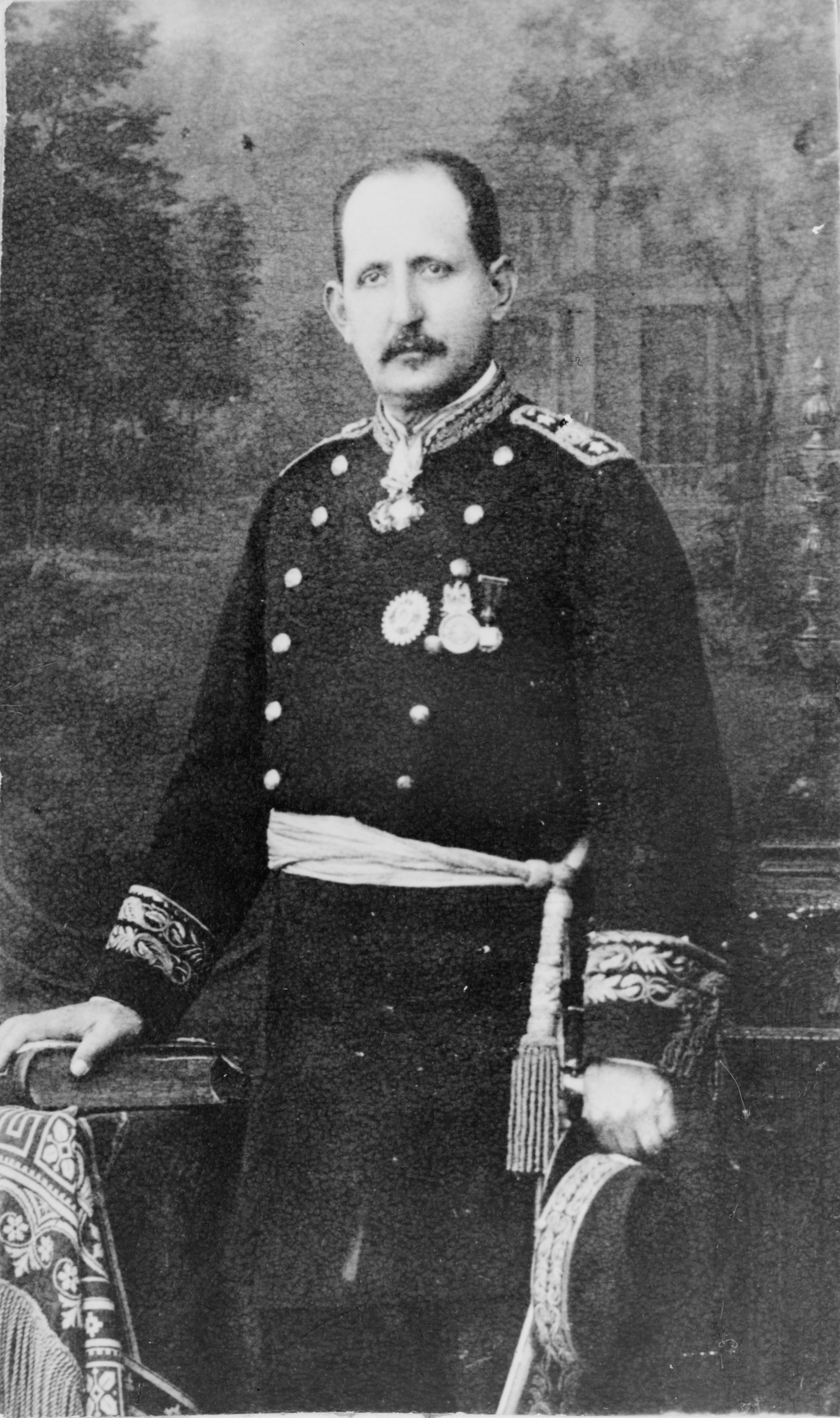
El general Ramón Corona logró derrotar y fusilar al "Tigre de Alica